# St. Leonhard (Mušov)

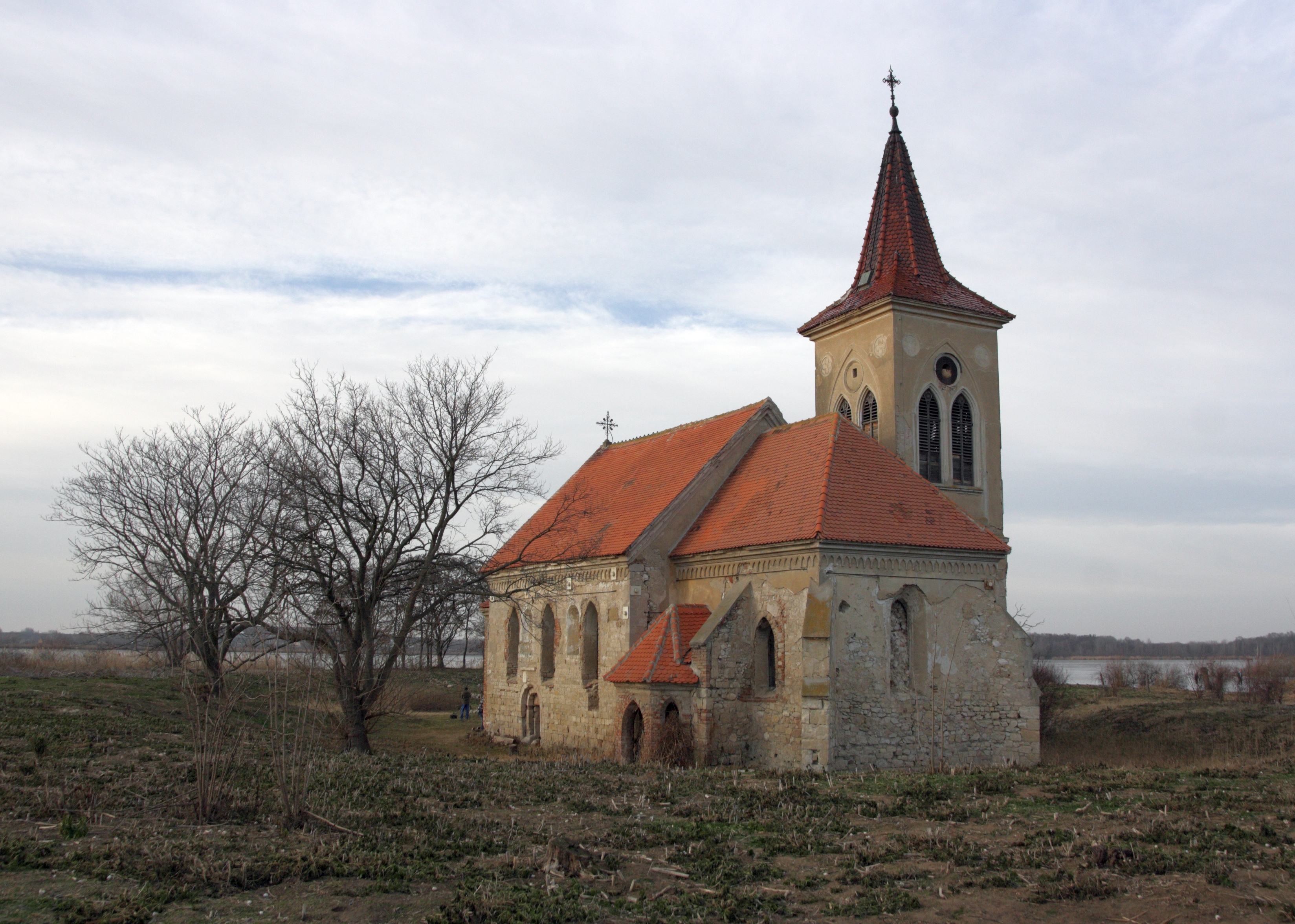
St. Leonhard, 2017

Die St.-Leonhard-Kirche (tschechisch Kostel sv. Linharta) ist ein aufgegebener ehemals römisch-katholischer Sakralbau in der Wüstung Mušov (deutsch Muschau), Tschechien, westlich von Strachotin. Die ursprünglich romanische Kirche stammt aus der ersten Hälfte des 13. Jahrhunderts.
Seit 1987 ist der Ort Mušov wegen der Aufstauung des Thaya-Stausees verlassen. Die Kirche ist das einzig erhaltene Gebäude auf einer Insel im Stausee.